# Daňčí obora v parku Boženy Němcové
Daňčí obora v parku Boženy Němcové, nazývaná také Zookoutek Karviná, je obora/zookoutek v parku Boženy Němcové v části Fryštát města Karviná v okrese Karviná. Nachází se také v nížině Ostravská pánev v Moravskoslezském kraji a Horním Slezsku.

## Historie
Daňčí obora v parku Boženy Němcové navazuje na místní velkou oboru zámeckého parku šlechtického rodu Larisch-Mönnich, která se rozkládala na ploše 0,23 km2. V minulosti se zde pořádaly panské hony a nejvýznamnější byl v roce 1877 za účasti korunního prince Rudolfa. Obora později zanikla. V roce 1953 existoval zookoutek v Univerzitním parku (tehdejší park Julia Fučíka), kde v 70. letech 20. století Svaz chovatelů exotického ptactva zřídil voliéry exotických ptáků. Později byl zookoutek přemístěn, v jiné podobě a rozsahu zvířat, na současné místo v parku Boženy Němcové.

## Současnost
Daňčí obora v parku Boženy Němcové je malým zookoutkem s výběhem pro daňky, jelínky, kozy, králíky a ptactvo. Místo je celoročně volně přístupné.

## Galerie

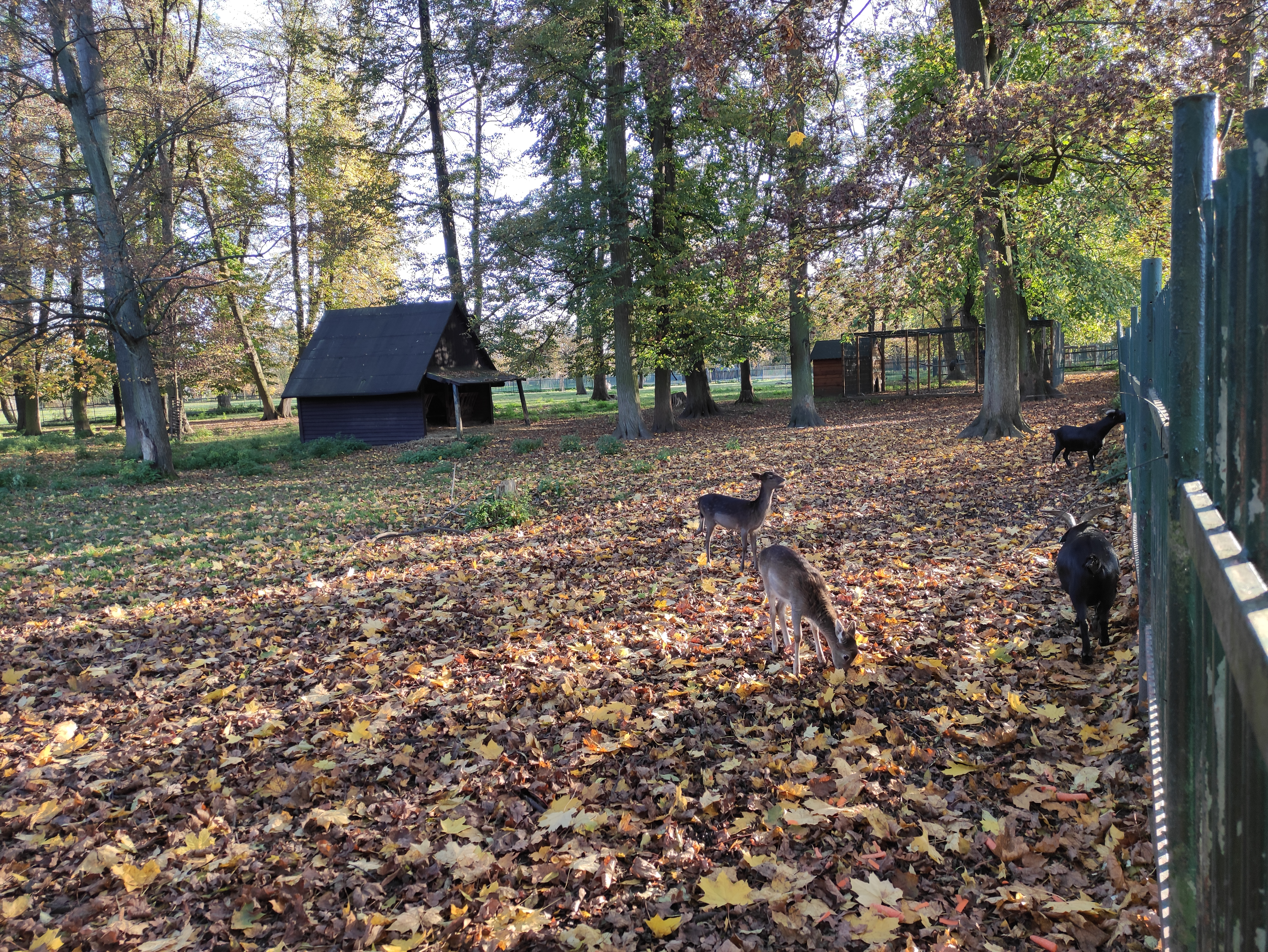
Jelínek a koza kamerunská
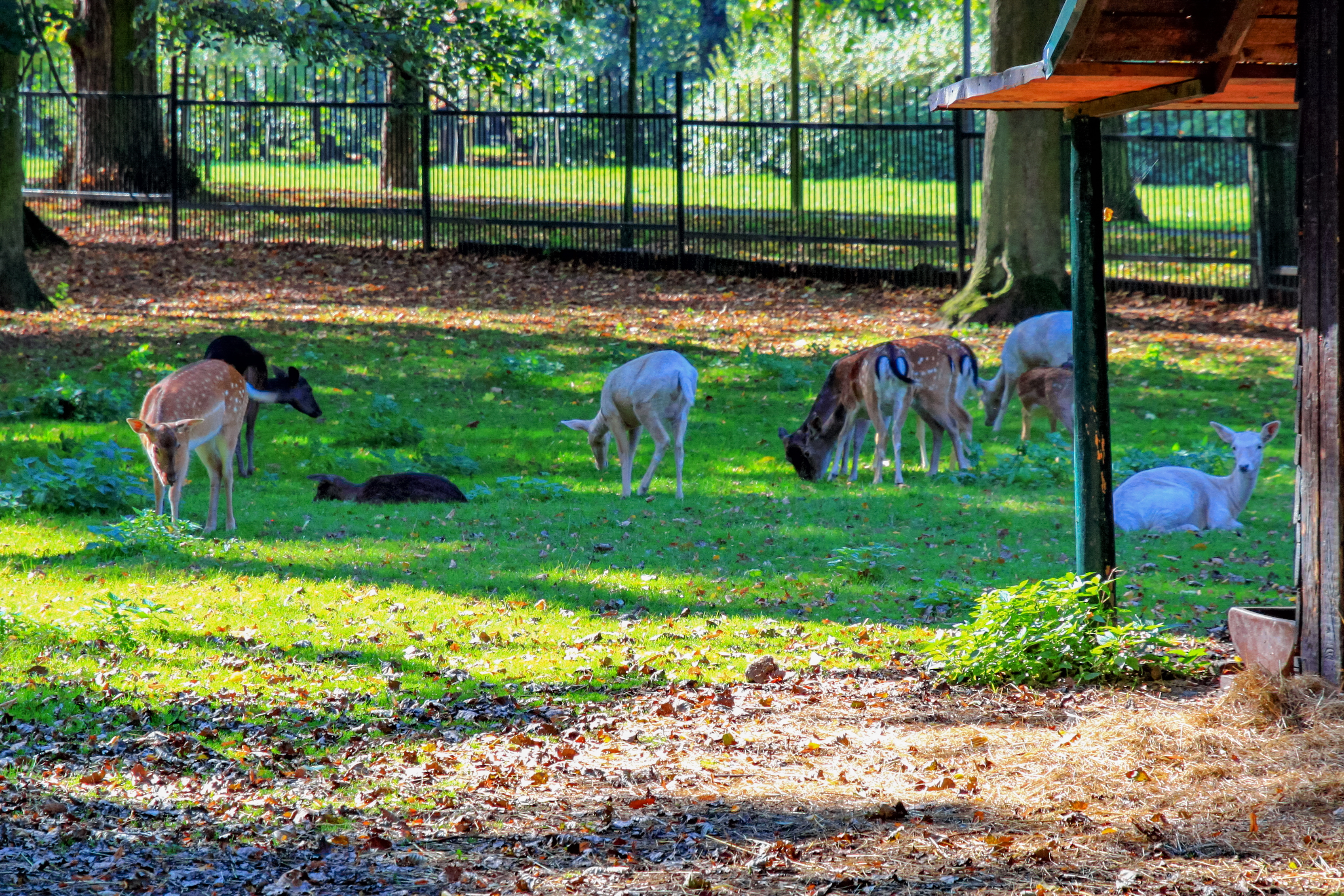
Daněk evropský